# Baile de la Conquista
Der Baile de la Conquista ist ein im Bergland Guatemalas populärer Masken- und Kostümtanz zur Vergegenwärtigung und psychologischen Aufarbeitung der Geschehnisse in der Zeit der spanischen Eroberung des Landes (1523–1525). Auch in einigen indianisch geprägten Orten im Südosten Mexikos wird – meist am Fest des Kirchenpatrons – ein ähnlicher Tanz, die Danza de la Conquista, abgehalten.

## Tanz

### Ursprünge
Die formalen Ursprünge liegen möglicherweise im Baile de los Moros, der noch heute an besonderen Festtagen (meist Patronatsfeste) in verschiedenen Regionen Spaniens getanzt wird. Manche verdrehten Bewegungen und Sprünge erinnern auch an die sogenannten Moriskentänze. Wahrscheinlich wurde die Idee zu derartigen Tänzen von den Missionaren (Franziskaner und Dominikaner) nach Mittelamerika gebracht, wo die indianischen Traditionen des Tragens von Masken und Kopfputz sowie des Kriegstanzes und von bunten Verkleidungen integriert wurden.

### Guatemala
Heute vergegenwärtigt der Tanz in Guatemala die militärische Konfrontation zwischen einem Expeditionskorps der spanischen Conquistadoren und einer Heeresabteilung der Quiché bei Quetzaltenango. Dabei wird die Geschichte auf den von Legenden umwobenen Kampf zwischen Pedro de Alvarado und dem Anführer der Quiché-Truppen Tecun Uman reduziert. Nach der Niederlage und dem Tod des Indio-Helden beugen sich die Indianer und übernehmen friedlich den christlichen Glauben.
Trotz gegensätzlicher Positionen sind die beiden Parteien oft nicht leicht zu unterscheiden: Die indianische Partei tritt in ihren farbenfrohen Gewändern auf, während die Spanier oft durch barocke Fantasieuniformen, nicht selten aber auch durch schwarze Anzüge (vgl. Maximón) und blonde Perücken gekennzeichnet sind – Pedro de Alvarado hatte blondes Haar.... Die Masken der Indios sind oft dunkel, während die Masken der Spanier eher hell gefärbt sind. Beide Parteien tragen in der Regel einen aufwendigen Kopfputz aus künstlichen Federbüschen.
Obwohl der Tanz historisch gesehen ausschließlich mit den Quiché zu tun hat, findet man ihn auch im Gebiet der Cakchiquel-Indianer (z. B. in Antigua Guatemala) und – als Danza de la Conquista – in einigen Orten im Südosten Mexikos. Im Flachland des Petén und im Osten Guatemalas ist er nur selten anzutreffen.

### Variationen
Auch in anderen Ländern Lateinamerikas begegnet man ähnlichen Themen und Tänzen, die zumeist am Tag des Kirchenpatrons veranstaltet werden.

## Musik
Als Musikinstrumente kommen Trommeln und Blechblasinstrumente (Trompeten, Flöten) zum Tragen – in Guatemala oft auch die Marimba, die ursprünglich gar nicht zur einheimischen Tradition gehört, sondern von schwarzafrikanischen Sklaven nach Mittelamerika gebracht wurde. Ähnlich wie der Tanz selbst ist seine musikalische Untermalung zyklisch angelegt und basiert auf Wiederholungen.

## Frauen
Als ursprünglicher Kriegstanz war die Teilnahme am Tanz ausschließlich Männern vorbehalten – dies ist in Guatemala bis heute so geblieben. In Mexiko nehmen seit etlichen Jahren manchmal auch Frauen – mit Schwertern in den Händen – als Tänzerinnen am Danza de la Conquista teil.

## Bedeutung
Aus historischem Blickwinkel betrachtet beinhaltet und personifiziert der Baile de la Conquista den Sieg des Christentums über die Denk- und Glaubensvorstellungen der Indios, die sich am Ende friedlich der neuen Religion bzw. ihren neuen Herren unterordnen. Andererseits bleiben auch die Gefühle kultureller Eigenständigkeit der Indianer in gewisser Weise gewahrt. So spielt der Baile de la Conquista – weitgehend ohne touristisch-folkloristische Anstöße – immer noch eine wichtige Rolle im kulturellen Leben bzw. kulturellen Selbstverständnis vieler Indios.